# Big Gust
Ej att förväxla med den svenska konstnären Anders Gustaf Anderson (1780–1830).

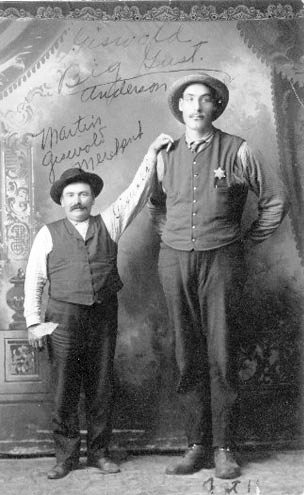
Big Gust.

Anders Gustav Anderson, ursprungligen Hagberg, känd som Big Gust, född 15 januari 1872 i Odensvi socken, Västmanland, död 1926 i Grantsburg, Wisconsin, USA, var en svensk-amerikansk polis känd för sin storlek och styrka.
Big Gust var 228 centimeter lång och vägde 147 kilo. I det lilla samhället Grantsburg där han var bosatt är han fortfarande ihågkommen med en staty snidad av trä och de årliga "Big Gust Days" som firas den första helgen i juni med olika aktiviteter runt om i samhället.

## Biografi
Big Gust var son till Anders Hagberg och Karin Andersdotter. Han hade tre systrar och två bröder. Big Gust emigrerade från Sverige och kom till USA i juni 1892 tillsammans med en syster och svåger. Han tillbringade en tid i Omaha, Nebraska. Han flyttade sedan till Grantsburg för att hjälpa sin syster och svåger på deras gård och arbetade även på ett sågverk. Mot slutet av 1890-talet började han arbeta som polis i Superior, Wisconsin och blev där mycket uppmärksammad på grund av sin storlek och styrka. Bland annat kunde man läsa om honom i den lokala tidningen. 1902 började han sedan som lokal polis i Grantsburg, ett arbete han hade 25 år. Han dog 1926 vid 54 års ålder av cancer.